# Marslev
Marslev er en landsby på Fyn med 694 indbyggere  (2024). Marslev er beliggende nord for Vejruplund, seks kilometer vest for Langeskov og ni kilometer øst for Odense.
Landsbyen hører til Kerteminde Kommune og Region Syddanmark. Den ligger i Marslev Sogn, og Marslev Kirke ligger i landsbyen.
Marslev er nævnt første gang 1339 i formen Marssloue. Forleddet er mandsnavnet Mar. Efterleddet er ’-lev’, der formentlig betyder arvegods.
I efteråret 1975 startede projektet "Landsbyens opståen og udvikling på Fyn" ved Odense Universitet, hvor der blandt andet blev foretaget udgravninger i og omkring Marslev.
Resultatet af disse undersøgelser viste at der er en såkaldt plads-kontinuitet tilbage til umiddelbart før år 1000, måske til tidspunktet for ristningen af runerne på Rønningestenen, som dateres til engang i 900 tallet.

## Marslev Flyveplads
Marslev Flyveplads blev anlagt i slutningen af 1920’erne ved siden af Marslev station 55°22′35″N 10°31′41″Ø / 55.3763°N 10.5281°Ø , og bag pladsen stod aktieselskabet Det Danske Luftfartsselskab.
Flyvepladsen blev brugt af den tyske Værnemagt under anden verdenskrig.

## Marslev Station[3]
Marslevs første station blev åbnet den 7. september 1865 sammen med den fynske hovedbane. Marslevs første station blev udskiftet med en ny og større station i 1908, hvor den fynske hovedbane blev dobbeltsporet.
Marslev første Station blev anlagt ca. 1½ km syd for Marslev og havde et beskedent opland på 36 gårde, 58 huse i selve byen og 12 gårde og 35 huse i stationens nærhed. (Bebyggelse 1861)
Marslev Station havde kun én etage. Selve bygningen bestod af en længebygning, hvor der i den vestlige ende var ventesal og billetkontor. Den østlige ende var indrettet til bolig for stationsforstanderen. Det er en planløsning, som også kendes fra mindre stationer på strækningen Korsør-Roskilde, hvor bygningerne dog havde separate indgange for personale og rejsende, mens der i Marslev kun var én hoveddør.
På Marslev Station fik hovedbygningen senere bygget et ekstra fag til, så der blev plads til en ventesal for 2. klasse og et dametoilet.
Den fynske hovedbane fik i 1908/09 nye stationer: Bred Station (1908, nedrevet 1978), Nørre Åby Station (1909, fredet), Gelsted Station, Skalbjerg Station og Marslev Station. Disse stationer var tegnet af arkitekt Heinrich Wenck.
I 1909 kort efter etablering af den nye station og det nye dobbeltspor på den fynske hovedbane var taget i brug, fik Marslev Station anlagt et langt privat sidespor til Raagelund Grusgrav. Sidesporet grene af fra hovedsporet ca. 600 meter vest for Marslev Station og gik i nordvestlig retning ca. 900 meter og næsten helt op til der hvor Rågelund Efterskole ligger i dag. Sidesporet gik på den østlige side af Vejrup å indtil skæring med Nyborgvej/Odensevej, hvor sidesporet krydsede Vejrup Å og fulgte åen på den vestlige side frem til grusgraven. I 1911 købte DSB sporet og nedlagde det i 1918.
Marslev station blev nedsat til trinbræt i 1973.
Marslev blev sammen med Langeskov, Ullerslev og Hjulby Stationer nedlagt den 22. maj 1977, da de lokale tog imellem Nyborg og Odense ophørte. Der var dog et morgentog fra Nyborg til Odense, som stoppede på de gamle stationer frem til 27. maj 1979.